# فيليب برادلي
فيليب برادلي (بالإنجليزية: Phillip Bradley)‏ هو مؤرخ أسترالي، ولد في 18 مايو 1955 في سيدني في أستراليا.